# Paul Massa
Pour les articles homonymes, voir Massa.
Paul Massa, né le 1er février 1914 à Monaco et mort le 6 octobre 1986 à Monaco, est un homme politique français.

## Biographie
Titulaire d'une licence en droit, Paul Massa exerce la profession d'avocat au barreau de Nice à partir de 1938. À la suite de l'ordre de mobilisation générale du 3 septembre 1939, il intègre la 87e division d'infanterie nord-africaine et participe à la campagne de France puis il s'engage dans la Résistance peu de temps après l'armistice, signé le 25 juin 1940.
À la Libération, il reprend ses activités professionnelles puis en 1953, il commence une carrière politique. Cette année-là, il est élu conseiller municipal de Beausoleil sur la liste de Paul Chiabaut puis adjoint au maire. Trois ans plus tard, à la suite de la mort de ce dernier, il devient maire de la commune.
En 1958, il entre au conseil général des Alpes-Maritimes, en étant élu dans le canton de Beausoleil.
Suppléant du sénateur Émile Hugues, réélu lors du scrutin de 1962, il remplace celui-ci au lendemain de son décès, survenu le 10 février 1966. À la chambre haute, il siège dans le groupe de la Gauche démocratique et intègre la commission des lois.
En 1970-71, il perd ses mandats de maire et de conseiller général, battu par le communiste André Vanco. Puis le 26 septembre 1971, il est candidat aux élections sénatoriales – cette fois-ci comme titulaire – mais se retire avant le second tour.
Retiré de la vie publique, il meurt à Monaco le 6 octobre 1986.

## Détail des mandats et fonctions
Mandat parlementaire
- 11 février 1966 - 1er octobre 1971 : sénateur des Alpes-Maritimes

Mandats locaux
- 26 avril 1953 - 30 mai 1956 : conseiller municipal et adjoint au maire de Beausoleil
- 9 juin 1956 - 21 mars 1971 : maire de Beausoleil
- avril 1958 - mars 1970 : conseiller général du canton de Beausoleil

## Décorations
- Croix de guerre 1939-1945
- Officier de l'ordre de Saint-Charles (Monaco)